# La Poma, Mexiko
La Poma är en ort i Mexiko.   Den ligger i kommunen Penjamillo och delstaten Michoacán de Ocampo, i den centrala delen av landet, 300 km väster om huvudstaden Mexico City. La Poma ligger 1 860 meter över havet och antalet invånare är 209.
Terrängen runt La Poma är kuperad. Runt La Poma är det ganska glesbefolkat, med 43 invånare per kvadratkilometer. Närmaste större samhälle är Puréparo de Echaíz, 17,1 km söder om La Poma. I omgivningarna runt La Poma växer huvudsakligen savannskog.